# Korona Aragonii

Mapa przedstawiająca ekspansję Korony Aragonii na Półwyspie Iberyjskim i Balearach

Korona Aragonii (hiszp. corona de Aragón, kat. corona d’Aragó) – zrzeszenie kilku mniejszych państw, połączonych wspólnym monarchą, istniejące od średniowiecza w zachodniej części basenu Morza Śródziemnego. Główny trzon stanowiło Królestwo Aragonii oraz hrabstwo Barcelony (w późniejszym okresie znane jako Księstwo Katalonii).

## Historia
Za początek istnienia Korony Aragonii uważa się małżeństwo hrabiego Barcelony Rajmunda Berengara IV z aragońską księżniczką Petronelą w 1137 roku. Dali oni początek tzw. dynastii barcelońskiej, która rządziła Koroną przez niemal 300 lat. W 1229 roku król Jakub I Zdobywca podbił Majorkę i przyłączył do Korony jako Królestwo Majorki. W latach 1232–45 podobnie postąpił z Królestwem Walencji. W 1282 roku syn Jakuba, Piotr, przyłączył Sycylię.
W 1410 roku zmarł, nie pozostawiając męskiego potomka, król Marcin I Ludzki, kończąc historię dynastii barcelońskiej. Po dwuletnim bezkrólewiu na mocy kompromisu z Caspe tron objął Ferdynand I Sprawiedliwy, książę Kastylii, rozpoczynając rządy dynastii Trastámara.
W latach 1503–04 Ferdynand II Aragoński pokonał wojska francuskie i przyłączył do Korony Królestwo Neapolu. Wcześniej, w 1469, ożenił się z Izabelą Kastylijską, tworząc unię personalną między Aragonią a Kastylią. Po śmierci Ferdynanda w 1516 roku władzę de facto przejęli Habsburgowie, co czasem uważane jest za koniec funkcjonowania Korony.
Po wojnie o sukcesję hiszpańską, którą wygrali Burbonowie, wydali oni dekrety Nueva Planta, reformujące podział Hiszpanii i wprowadzające administrację kastylijską. Weszły one w życie w Aragonii i Walencji w 1707 roku, a w Katalonii w 1716. Administracja aragońska działała jeszcze na Sardynii do 1720 roku oraz w królestwach Sycylii i Neapolu do 1725.